# Melodifestivalen 2001
Das Melodifestivalen 2001 war der schwedische Vorentscheid für den Eurovision Song Contest 2001 in Kopenhagen (Dänemark). Es war die 41. Ausgabe des von der öffentlich-rechtlichen Rundfunkanstalt Sveriges Television (SVT) veranstalteten Wettbewerbs. Friends gewann mit ihrem Lied Lyssna till ditt hjärta.

## Format

### Konzept
2001 wurde das Format vom Vorjahr wieder verwendet. Es traten, wie zuvor auch, 10 Beiträge an, die alle in einer Sendung, dem Finale, vorgestellt wurden. Im Finale entschieden elf nationalen Jurys und die Zuschauer zu je 50 % über den Sieger. Dabei wurden von den Jurys 1, 2, 4, 6, 8, 10 und 12 Punkte vergeben, sodass drei Beiträge pro Jury keine Punkte erhielt. Die Zuschauerwertungen wurden ebenfalls in Punkte umgerechnet, die Gewichtung erfolgte dabei analog zu den Jurys, sodass die Punkte mit 11 multipliziert wurden. So wurden 11, 22, 44, 66, 88, 110 und 132 Punkte vergeben. Beide Gruppen vergaben damit insgesamt 473 Punkte an die 10 Beiträge.
Erstmals seit 1985 wurde wieder auf ein Liveorchester verzichtet, die Musik wurde als Playback eingespielt. Letztmals fand lediglich eine Finalsendung statt, im Folgejahr wurde erstmals das bis heute bestehende System mit vier Vorrunden, einer als Andra Chansen/Semifinal bekannten Sendung sowie einem Finale genutzt.

### Beitragswahl
Komponisten hatten die Gelegenheit, einen Beitrag beim schwedischen Fernsehen SVT einzureichen. Von diesen wurden 10 Beiträge ausgewählt. Die Auswahl erfolgte nach folgendem Auswahlprozess:
- schwedische Staatsbürger und Einwohner (spätestens im Herbst 2000) können als Komponisten am Wettbewerb teilnehmen, mit Ausnahme von Personen, die Mitarbeiter bei SVT sind
- Komponisten, die nicht aus Schweden stammen, durften nicht teilnehmen
- die eingereichten Beiträge durften zuvor nicht veröffentlicht worden waren
- die auf den Demoversionen zu hörenden Künstler hatten, sofern von SVT gewünscht, das Recht die Beiträge auch im Wettbewerb zu präsentieren. SVT hatte jedoch das Recht präsentierende Künstler jederzeit selbst zu benennen oder auszutauschen. Zudem oblag dem Sender die Gestaltung der Bühnenversion.
- Beiträge, unabhängig von der eingereichten Sprachversion, mussten bei Auswahl im Finale auf Schwedisch präsentiert werden
- im Wettbewerb musste die Musik als Playback eingespielt werden. Auf der Playback durfte keinerlei Gesang zu hören sein.
- die Lieder durften höchsten 3 Minuten lang sein, eine Mindestlänge war nicht vorgegeben
- bis zu 6 Personen konnten für einen Beitrag auf der Bühne stehen, zudem bestand eine Mindestaltersgrenze von 16 Jahren
- der oder die Gewinner waren nicht automatisch als Teilnehmer für den Eurovision Song Contest gesetzt, SVT hatte das Recht auch einen anderen Teilnehmer auszuwählen
- allen Einsendungen mussten die Noten des Beitrags, eine Audiokassette oder CD mit Musik und Gesang des Liedes sowie ein verschlossener Umschlag mit einem Zettel, auf dem die Namen der Komponisten vermerkt waren, beigelegt werden

Eingereicht wurden insgesamt 1567 Beiträge, eine Steigerung von 173 Beiträgen gegenüber dem Vorjahr. Alle Einsendungen wurden vom schwedischen Musikverlegerverband Musikförläggarna angehört, bewertet und 200 Beiträge für eine Jury zur Bewertung ausgewählt. Unter allen der 1567 Beiträgen befanden sich 188 Beiträgen, die von Musikverlegern, die dem Musikförläggarna angeschlossen waren, eingereicht wurden. Diese wurden ebenfalls der Jury zur Bewertung vorgelegt, sodass diese aus 388 Beiträgen die zehn teilnehmenden Lieder für das Finale bestimmen konnte.

## Teilnehmer

### Zurückkehrende Teilnehmer
| Interpret       | Vorheriges Teilnahmejahr |
| --------------- | ------------------------ |
| Barbados        | 2000                     |
| Ellinor Franzén | 1996                     |
| Friends         | 2000                     |
| Jan Johansen    | 1995                     |

*Fett-markierte Teilnahmejahre stehen für Sieger des Melodifestivalen.

## Finale
Das Finale fand am 23. Februar 2001, 20:00 Uhr (MEZ) in der Malmö Arena in Malmö statt. Mit 237 Punkten gewann Friends das Finale und wurde als Repräsentant Schwedens beim Eurovision Song Contest in Kopenhagen bestimmt. Der Song Lyssna till ditt hjärta wurde in der dänischen Hauptstadt auf Englisch als Listen to Your Heartbeat präsentiert. Während der Sendung wurden 357.408 Stimmen per Telefon abgegeben. Bei den Anrufen wurde automatisch für die Hilfsorganisation Radiohjälpen Geld gespendet, wobei hier 3.037.968 SEK zusammenkamen. Das Finale wurde von 3.839.000 Zuschauern verfolgt.
| Platz | Startnr. | Interpret        | Lied Musik (M) und Text (T)                                                 | Übersetzung (inoffiziell)  | Luleå | Umeå | Sundsvall | Falun | Stockholm | Karlstad | Örebro | Norrköping | Götebro | Vaxjö | Malmö | Jury Gesamt | Zuschauerstimmen | Zuschauerstimmen | Gesamt |
| Platz | Startnr. | Interpret        | Lied Musik (M) und Text (T)                                                 | Übersetzung (inoffiziell)  | Luleå | Umeå | Sundsvall | Falun | Stockholm | Karlstad | Örebro | Norrköping | Götebro | Vaxjö | Malmö | Jury Gesamt | Stimmen          | Punkte           | Gesamt |
| --- | -------- | ---------------- | --------------------------------------------------------------------------- | -------------------------- | ----- | ---- | --------- | ----- | --------- | -------- | ------ | ---------- | ------- | ----- | ----- | ----------- | ---------------- | ---------------- | ------ |
| 01. | 8        | Friends          | Lyssna till ditt hjärta M/T: Thomas G:son, Henrik Sethsson                  | Hör auf dein Herz          | 12    | 10   | 10        | 12    | 10        | 10       | 10     | 1          | 10      | 8     | 12    | 105         | 96.380           | 132              | 237    |
| 02. | 5        | Barbados         | Allt som jag ser M: Lars "Dille" Diedricson, T: Marcos Ubeda, Ulf Georgsson | Alles was ich sehe         | 10    | 4    | 8         | 10    | 12        | 8        | 6      | 2          | 8       | 4     | 10    | 82          | 82.799           | 110              | 192    |
| 03. | 6        | Sanna Nielsen    | I går, i dag M/T: Bert Månson                                               | Gestern, heute             | 8     | 12   | 4         | 4     | 4         | 12       | 12     | 8          | –       | 12    | 8     | 84          | 64.903           | 88               | 172    |
| 04. | 2        | Jan Johansen     | Ingenmansland M/T: Ingela "Pling" Forsman, M: Bobby Ljunggren               | Niemandsland               | 6     | 8    | 6         | 6     | 6         | 2        | 8      | 12         | 2       | 6     | 1     | 63          | 20.244           | 44               | 107    |
| 05. | 10       | Ellinor          | Om du stannar här M/T: Tony Malm, T: Ellinor Franzén                        | Wenn du hier bleibst       | –     | 1    | 2         | 8     | –         | –        | –      | 10         | 4       | –     | –     | 25          | 24.416           | 66               | 91     |
| 06. | 3        | Date             | Om du förlåter mig M: Henrik Sethsson, T: Sofia Lagerström                  | Wenn du mir verzeihst      | 2     | –    | 12        | 2     | 1         | 6        | 4      | –          | –       | 2     | 6     | 35          | 17.870           | 22               | 57     |
| 07. | 7        | Annie Kratz-Gutå | Vända om M/T: Annie Kratz-Gutå, Tony Malm, M: Farhad Zand                   | Umdrehen                   | –     | 2    | –         | –     | 8         | 1        | 2      | –          | 12      | –     | 4     | 29          | 11.499           | –                | 29     |
| 08. | 1        | Teresia          | Kom ner på jorden M/T: Rune Gardell                                         | Komm auf die Erde          | 4     | –    | 1         | 1     | 2         | 4        | 1      | 4          | 6       | –     | 2     | 25          | 14.631           | –                | 25     |
| 09. | 9        | Popson           | Jag känner dig M/T: Lars Benckert, M: Petter Gunnarsson                     | Ich kenne dich             | 1     | 6    | –         | –     | –         | –        | –      | 6          | –       | 10    | –     | 23          | 7.559            | –                | 23     |
| 10. | 4        | Rosanna          | Om du var här hos mig M/T: Mattias Reimer, Lars Edvall                      | Wenn du hier bei mir wärst | –     | –    | –         | –     | –         | –        | –      | –          | 1       | 1     | –     | 2           | 17.107           | 11               | 13     |
| Jury-Punktesprecher |          |                  |                                                                             |                            |       |      |           |       |           |          |        |            |         |       |       |             |                  |                  |        |
| - Luleå: Randi Gitz - Umeå: Anita Färingö - Sundsvall: Erik Nyberg - Falun: Gustav Larson - Stockholm: Ola Lindholm - Karlstad: Therese Fjellman - Örebro: Cecilia Beckmann - Norrköping: Fredrik Ahl - Göteborg: Angelica Skånberg - Växjö: Magnus Bengtsson - Malmö: Ulrika Midunger |          |                  |                                                                             |                            |       |      |           |       |           |          |        |            |         |       |       |             |                  |                  |        |